# Trondheim

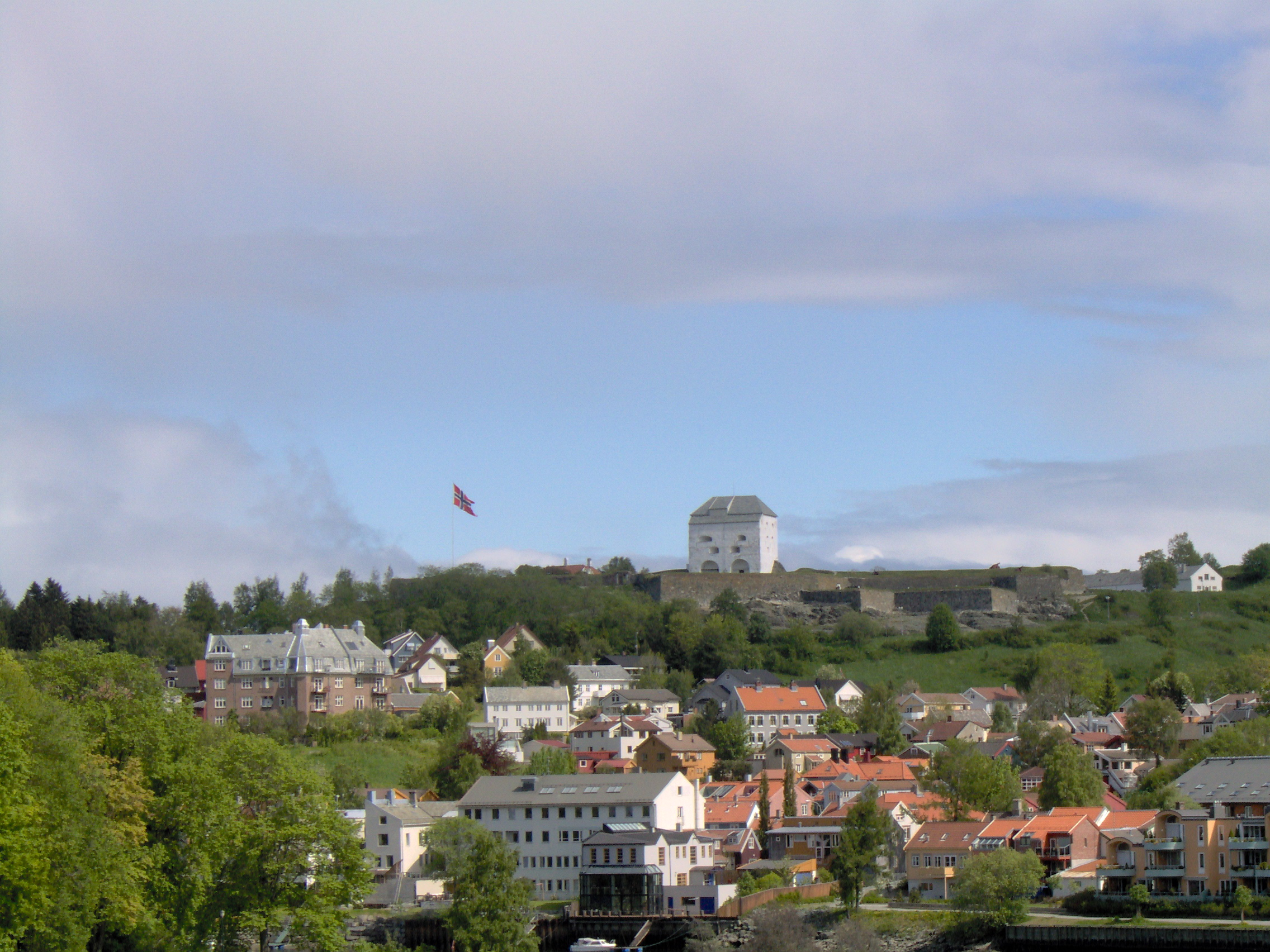
Kristianstenova pevnost (červen 2005)

Trondheim (norsky  ˈtrɔ̂nːjæm, dříve Nidaros) je správní město kraje Trøndelag v Norsku a centrem Trondheimskémo regionu. Se svými 198 219 obyvateli v roce 2019 je Trondheim třetím největším městem Norska. Město leží u 130 km dlouhého fjordu, který nese jeho jméno – Trondheimsfjorden. Ve městě ústí do moře řeka Nidelva.

## Historie
Město založil roku 997 Olaf Tryggvason, který později přijal jména Olaf I. Jako potomek Haralda Hårfagra se nechtěl dopustit stejné chyby - obejít se totiž bez centrálního města říše. Zvolil pro ně strategicky výhodné místo v meandrech řeky Nidaroselvu (Nidelva). Tam dal postavit Nidarnes, svůj královský dvorec, a také první kostel, zasvěcený svatému Klementovi. Po Olafově smrti v Bitvě u Svolderu (roku 1000 po Kristu) tady vládli místodržící dánských králů, až pak roku 1015 nastoupil do úřadu regenta v Nidarosu Olaf II. Norský. Bylo mu dopřáno 13 let vlády. Využil jich k tomu, aby upevnil pořádek a zavedl křesťanství jako státní náboženství. To ovšem u šlechty a sedláků nevzbuzovalo v žádném případě jenom sympatie; obávali se totiž, že ztratí svůj vliv. Naopak došlo k tomu, že když se Olaf po svém vynuceném útěku vrátil z Gardarike zpátky do Norska, aby opět získal svůj trůn, postavila se mu do cesty v Stiklestadu selská armáda a uštědřila mu zdrcující porážku. Olaf přitom padl a jeho tělo bylo bez poct zahrabáno do písku.
Pozoruhodné je, že Olafova smrt na bitevním poli 30. července 1030 znamená vlastně i vzestup Nidarosu na úroveň náboženského centra země. Za pouhých pět let se stal právě z nechtěného krále světec (1035), jehož tělo bylo přeneseno do chrámu svatého Klimenta. A pak rychle narůstaly zástupy poutníků, kteří se hlásili k „novému“ norskému světci. Kostel svatého Klimenta pro ně byl zakrátko příliš těsný - záměr postavit nový veliký chrám nabýval stále určitějších obrysů. V 11. století se pak začal plán realizovat. Kromě toho se musela pro poutníky vystavět i potřebná infrastruktura – jídelny a noclehárny, což dodalo městu první impuls růstu. Když Olaf Kyrre oddělil norskou církev od brémského kléru, jemuž do té doby podléhala, zřídil biskupství v Oslu, Bergenu a v Nidarosu. Právě Nidaros byl z těchto měst největší. Od roku 1153 se stal arcibiskupským sídlem a podléhalo mu sedm biskupství.
Také první hospodářský rozkvět přinesli Nidarosu poutníci a ovšem i rostoucí obchod se severem Norska a s ostrovy v Atlantiku. Až do počátku 13. století byl Nidaros také hlavním městem země. Když pak Håkon IV. zvolil za hlavní město země na jihu položený Bergen, Nidaros zůstal nadále centrem náboženským, kde kromě katedrály vyrostlo ještě devět kostelů a pět klášterů. Tímto jeho postavením nedokázala otřást ani Kalmarská unie, v níž dominovali Dánové.
Zdejší obchod však ztratil své prvořadé postavení silným tlakem Kodaně a výsadami hanzy. Pravidelné katastrofy v podobě požárů zabránily dalším pokusům o soustavný vzestup. K tomu ještě přistoupila skutečnost, že s reformací roku 1536 skončila i "náboženská turistika" a arcibiskup musel Nidaros opustit. Do toho období také spadá přejmenování města, které až do té doby neslo jméno řeky, jež je chránila. Teď bylo přejmenováno na Trondhjem. Když se pak roku 1931 objevily snahy vrátit městu původní historické jméno, většina jeho obyvatel hlasovala proti. A tak došlo k pravopisné úpravě na Trondheim.
S úpadkem hanzy a s uznáním Norska jako samostatného státu pod dánskou korunou se prosadil i nový rozkvět Trondheimu. Odtud se exportovaly tresky, sledi, dřevo a røroská měď. A když pak roku 1681 opět zpustošil Trondheim zničující požár a město doslova lehlo popelem, změnila se od základu i celá tvářnost jeho zástavby. Zatímco až doposud se nové domy stavěly vždy na základech těch původních a půdorys ulic zůstával zachován, tentokrát byly ulice velkorysým způsobem rozšířeny, vyrostly tu kamenné domy a byl vypracován půdorysný plán města v podobě jakési šachovnice, která je pro střed Trondheimu dodnes charakteristická. Generál de Cicignon, tehdejší architekt a budovatel města, se orientoval podle existujících monumentálních architektur Trondheimu. Tak hlavní třídu Munkegate umístil ve směru od dómu k Mnišskému ostrovu, na ní kolmo druhou hlavní ulici Kongengate vedl kolem mariánského chrámu, kterému se dnes říká kostel Panny Marie Milostiplné. Založil také čtvrť Bakklandet, ležící východně od Nidaroselvu (Nidelva), která se tak stala první městskou částí ležící vně chráněného poloostrova.

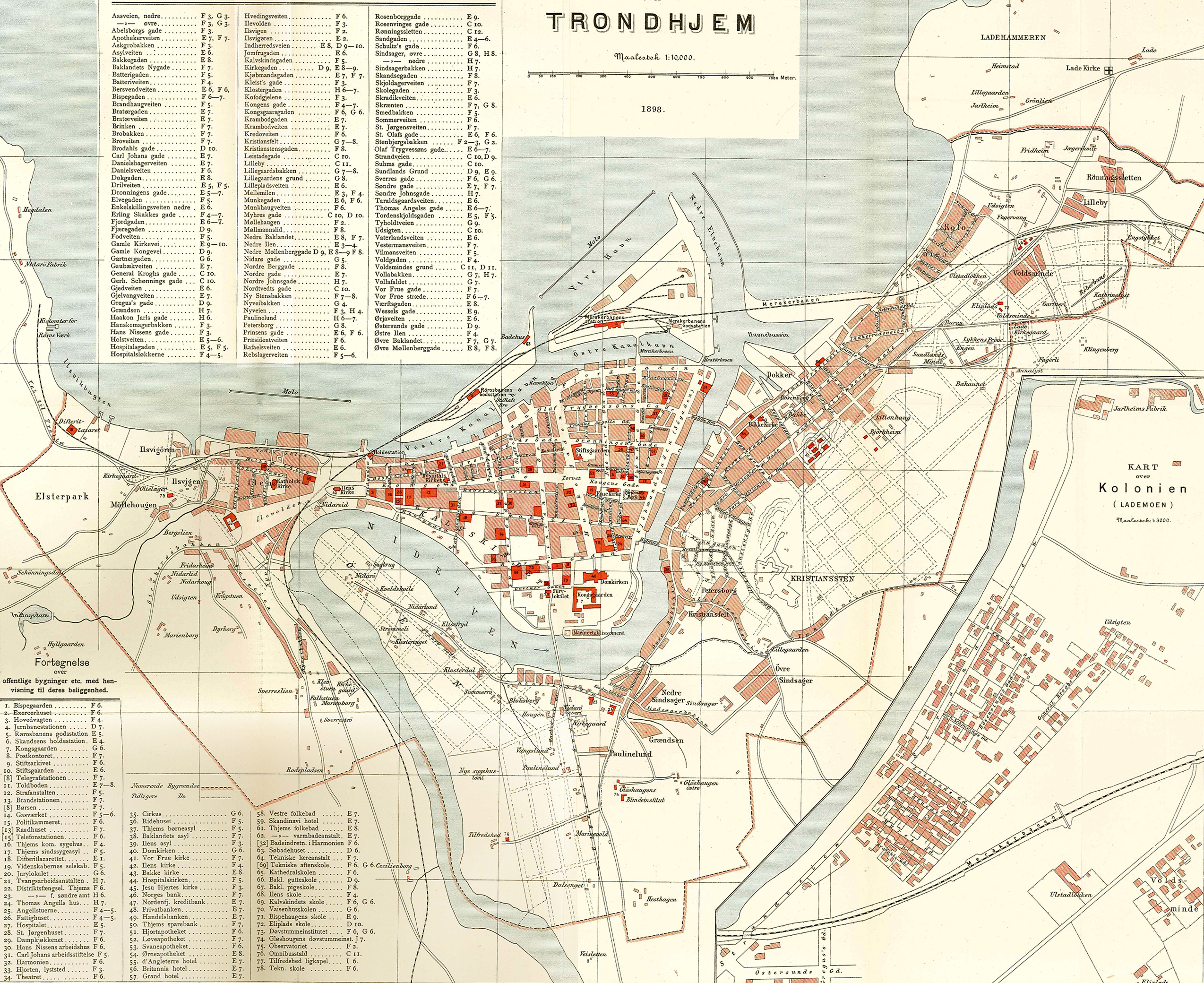
Mapa Trondheimu z roku 1898.

Obchod se však zase brzy dostal do rukou cizinců, ti ovšem zakrátko začali přijímat norské státní občanství. Z tohoto období také pocházejí velké kupecké dvory, jako je například Stiftsgården a Hornemansgården, paláce rodin Møllmannových a Schøllerových. Roku 1800 měl Trondheim víc obyvatel než Oslo a Eidsvollská ústava ustanovila trondheimskou katedrálu korunovačním chrámem norských panovníků.
S industrializací došlo k nové expanzi města. Přístavní hráze byly roku 1880 prodlouženy a byly také vybudovány nové části přístavu na severním konci města. Ve stejném období byla zahájena plavba parolodí na lince do Osla a dokončena byla i výstavba røroské železniční tratě. Později k tomu ještě přibyly železniční tratě kopce Dovrefjellu a neråkerská železnice do Švédska.
V roce 1914 už mělo město 55 000 obyvatel. Mimo střed vznikaly stále nové městské čtvrtě. Dnes zasahuje Trondheim daleko přes řetězec vrchů, který ho obklopuje, a má asi 140 000 obyvatel. Ekonomické aktivity ve městě jsou široce specializované a vysoká škola pedagogická a instituty technických směrů byly roku 1969 povýšeny na univerzitu. V současné době tu studuje 10 000 mladých lidí; množství studentů dodává městu specifický charakter. "Staré mladé město", jak Trondheimu místní lidé rádi říkají, ovšem nenabízí jenom mnoho historických pozoruhodností, ale také širokou škálu aktivit, sahající od muzicírování v hospodách až po proslulé koncerty, které se konají v dómu během Týdne svatého Olafa a vylepšují tak kulturní úroveň života obyvatel i návštěvníků Trondheimu. Dokonce tu můžeme v samotném centru města chytat na udici lososy. Trondheim zavedl stejně jako Oslo a Bergen systém poplatků - mýtného - za každý vjezd do města.

## Přírodní podmínky
V důsledku své zeměpisné polohy na severu jsou letní noci v Trondheimu jasné téměř jako během dne a zimní dny jsou naopak temné. V prosinci vychází slunce kolem 10 hodiny ranní a pohybuje se jen velice nízko nad obzorem. Zapadá již ve 14 hodin 30 minut. Nejvyšší horou v oblasti je Storheia, 565 metrů nad mořem.
Přesto všechno má Trondheim mírné klima západních pobřeží, po většinu času chráněné od větrného otevřeného pobřeží. Nejvyšší zaznamenaná teplota je 35 °C z 22. července 1901, nejnižší, -26,1 °C, byla zaznamenána v únoru 1899. V Trondheimu často napadne první sníh už v listopadu, sněhová pokrývka ale není stálá celou zimu. Může překvapit i teplé a deštivé jarní počasí. Během zimy je průměrně 14 dnů, kdy je sněhová pokrývka vyšší než 25 cm a 22 dnů, kdy klesne minimální teplota pod -10 °C. Přirozeně je více sněhu ve výše položených čtvrtích než v centru. Příkladem jsou čtvrtě Byåsen a Heimdal, a také nedaleké lyžařské centrum Bymarka, kde jsou výborné lyžařské podmínky. Jaro je zde typické krásným slunečným počasím, ale rána mohou být chladná a někdy až mrazivá. Od května se denní teploty už mohou pohybovat nad 20 °C, ale jen výjimečně. Během léta je průměrně 34 dnů, kdy je se teplota dostane na více než 20 °C. Teplota nad 30 °C se dostane jen velmi výjimečně. V říjnu už se teplota nad 20 °C dostane jen výjimečně a je typickým podzimním měsícem. Teploty jsou nízké, rána už někdy mrazivá a opadává listí. Listopad už je podstatně temnější a chladnější, často mrazivý. Průměrný roční úhrn srážek je 892 mm. Průměrné měsíční hodnoty srážek jsou po celý rok téměř stejné, i když v druhé polovině roku proprší o trochu více než v první. Příklad může být nejsušší měsíc duben (49 mm) a nejdeštivější měsíc září (113 mm). V této oblasti byla v posledních letech často zaznamenána vyšší teplota vzduchu, než je zvykem. Konkrétně za posledních 25 let to bylo skoro o 2 °C.
| Trondheim – podnebí                      | Trondheim – podnebí | Trondheim – podnebí | Trondheim – podnebí | Trondheim – podnebí | Trondheim – podnebí | Trondheim – podnebí | Trondheim – podnebí | Trondheim – podnebí | Trondheim – podnebí | Trondheim – podnebí | Trondheim – podnebí | Trondheim – podnebí | Trondheim – podnebí |
| Období                                   | leden               | únor                | březen              | duben               | květen              | červen              | červenec            | srpen               | září                | říjen               | listopad            | prosinec            | rok                 |
| ---------------------------------------- | ------------------- | ------------------- | ------------------- | ------------------- | ------------------- | ------------------- | ------------------- | ------------------- | ------------------- | ------------------- | ------------------- | ------------------- | ------------------- |
| Průměrné denní maximum [°C]              | 0,1                 | 1,0                 | 4,1                 | 7,8                 | 14,1                | 17,3                | 18,4                | 17,8                | 13,6                | 9,1                 | 3,7                 | 1,5                 | 9,0                 |
| Průměrné denní minimum [°C]              | −6,5                | −5,7                | −3,0                | 0,3                 | 5,0                 | 8,8                 | 10,3                | 9,8                 | 6,6                 | 3,3                 | −2,0                | −4,8                | 1,8                 |
| Průměrné srážky [mm]                     | 63                  | 52                  | 54                  | 49                  | 53                  | 68                  | 94                  | 87                  | 113                 | 104                 | 71                  | 84                  | 891                 |
| Zdroj: World Weather Information Service |                     |                     |                     |                     |                     |                     |                     |                     |                     |                     |                     |                     |                     |

## Architektura

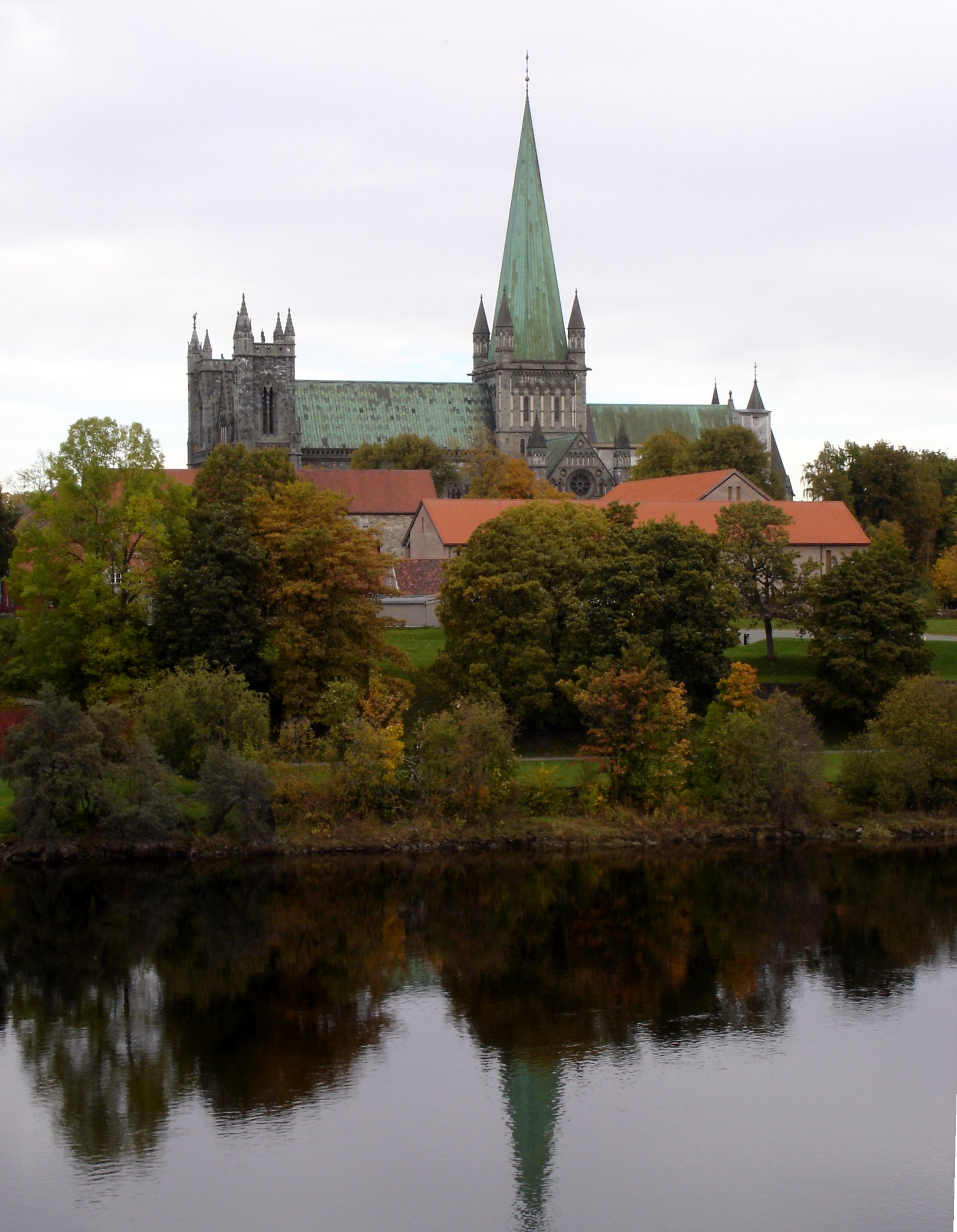
Nidaroský dóm z Elgseterbrua (říjen 2004)

### Nidaroský dóm
Nidaroský dóm (norsky Nidarosdomen) je nejmohutnější středověké architektonické dílo v celém Norsku. Nidaroský dóm se nachází ve třetím největším městě Norska - Trondheimu. Se svými 102 metry délky a 50 metry šíře je to největší gotický chrám ve Skandinávii. Dějiny stavby korunovačního dómu norských králů jsou velmi rozmanité a trvají bezmála celé tisíciletí.

### Arcibiskupský palác
Jižně od dómu stojí Arcibiskupský palác, kterému se norsky říká ‘‘Erkebispegården‘‘. Je to nejstarší severská světská stavba a pochází až z doby biskupa Øysteina. Bránou rozdělená dvě palácová křídla, jež jsou situována směrem k Nidaroselvu, ale navenek působí, jako by byla zaražena do země; k nebetyčné gotice katedrály se to jeví velmi kontrastně. Po reformaci se paláce užívalo jako šlechtického sídla a vojenské základny. V dobrém stavu se dochoval rytířský sál z roku 1180. Budovy dnes slouží částečně jako muzeum. Vystavují se tu zbraně, praporce a nejrůznější předměty z vybavení selských vojsk ze 16. století – také zbraně norských oddílů z bojů proti německé armádě za poslední války.

### Ostatní zajímavosti v centru
Když vyjdeme z areálu biskupství, procházíme po Munkegate. Tady se zachovalo cihlové stavení katedrální školy a odtud nedaleko na sever stojí Sněmovní dům, správní budova z padesátých let osazená bronzovými vraty a ozdobená keramickými reliéfy, jež zachycují scény z dějin města. Naproti domu stojí budova Uměleckoprůmyslového muzea se sbírkami historického nábytku, šperků, krojů a ozdobných předmětů z padesátých a šedesátých let minulého století.
Munkegate pak vede dál k rozsáhlému tržišti, k Torgetu, jehož dominantou je 20 metrů vysoký sloup a na něm socha zakladatele města Olafa Tryggvassona. Sloup slouží zároveň jako obří ručička slunečních hodin. Na tomto ústředním náměstí města se konají ve všední dny malebné trhy. A jedné veselé a kulaťoučké návštěvníci tohoto tržiště tu v jižním rohu postavili pomník. Když zabočíme na východ do Kongensgate, dojdeme po několika metrech ke kostelu Panny Marie, vybudovanému na zbytcích staré mariánské svatyně. Kostel byl v 18. století prodloužen západním směrem a také jeho věž pochází z té doby. Barokní oltář Panny Marie stával dříve v katedrále.
Dále na sever po Munkegate, na rohu s ulicí Dronningensgate, stojí Stiftsgården. Tento rokokový 13 metrů vysoký a 58 metrů dlouhý palác postavila rodina Schøllerů kolem roku 1770. Je to jeden z největších dřevěných paláců ve Skandinávii a v současné době slouží jako sídlo norské královské rodině. Na konci Munkegate upoutá pozornost rybí trh. Nabízejí se tu rozličné druhy syrových i uzených ryb.

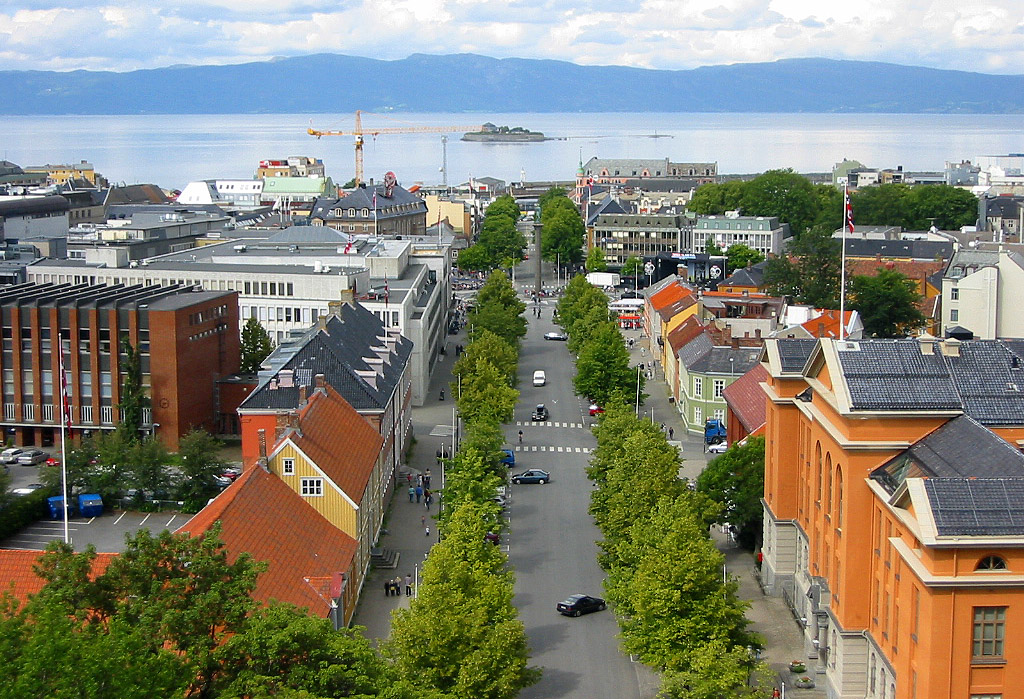
Centrum města a v pozadí ostrov Munkholmen

V prodloužení Munkegate, dva kilometry před městem, leží v zátoce Trondheimfjordu Munkholmen, Mnišský ostrov, a v prostoru směrem od nákladního přístaviště Ravnkloa, přímo pod rybím trhem, vykládají čluny své náklady. Dřív než tu benediktini postavili svůj klášter, býval ostrov městským popravištěm. Po reformaci byl klášter opuštěn a roku 1531 ho požár zcela zničil. Jeho ruiny byly přestavěny na pevnost, ale i ta byla ponechána osudu, když se dospělo k poznání, že děla nedostřelí ani na pevninu. Potom Munkholmen sloužil jako vězeňský ostrov. Dnes tam za pěkného počasí láká turisty koupaliště restaurací.
Když se obrátíme z Ravnkloy na východ a projdeme se obchodní ulicí Olaf Tryggvassonsgate, dojdeme k řece Nidelvě. Podél jejího břehu vede ulice Kjøpmannsgate a na jejím severním konci stojí vězení z 19. století, které dnes slouží městu jako Lodní muzeum. Odtud se obrátíme na jih a dojdeme ke krásným starým domům, jež sloužily jako skladiště. Jsou to domy stojící na pilotách, restaurované značnými finančními náklady, které se staly chráněnými památkami. Nejpěknější pohled na zbytky skladištní čtvrti je ze starého padacího mostu Bybrua, po němž kdysi býval jediný přístup k městu. A tudy se opět vracíme obloukem k dómu.
V centru města stojí za návštěvu i Dům uměleckého spolku (Bispegate 7), který vystavuje díla norských malířů, částí expozice je také Munchův pokoj s grafikami a sbírka děl evropských malířů 19. a 20. století. V ulici Skakkesgate 47 stojí dům Královské vědecké společnosti. Můžeme zde navštívit výstavy z oboru ornitologie, mineralogie, zoologie a sakrálního umění. V ulici Kongensgate, v bezprostřední blízkosti Torgetu, se zachoval starý dům Hornemanngården a lékárna U labutě - jsou to krásné dřevěné stavby z 18. století. Ve sklepě spořitelny na Torgetu se našly zbytky kostela svatého Řehoře z 12. století a jsou zpřístupněny veřejnosti. Dnes v Trondheimu zbyly z devíti kostelů jen další dva, ruiny kostela svatého Olafa nedaleko dómu a dalšího kostela Lade na stejnojmenném panském dvoře ve východní části města.
Hlavní regionální divadlo Trøndelag, je také v Trondheimu, je to údajně nejstarší činné divadlo ve světě.

### Pamětihodnosti mimo centrum

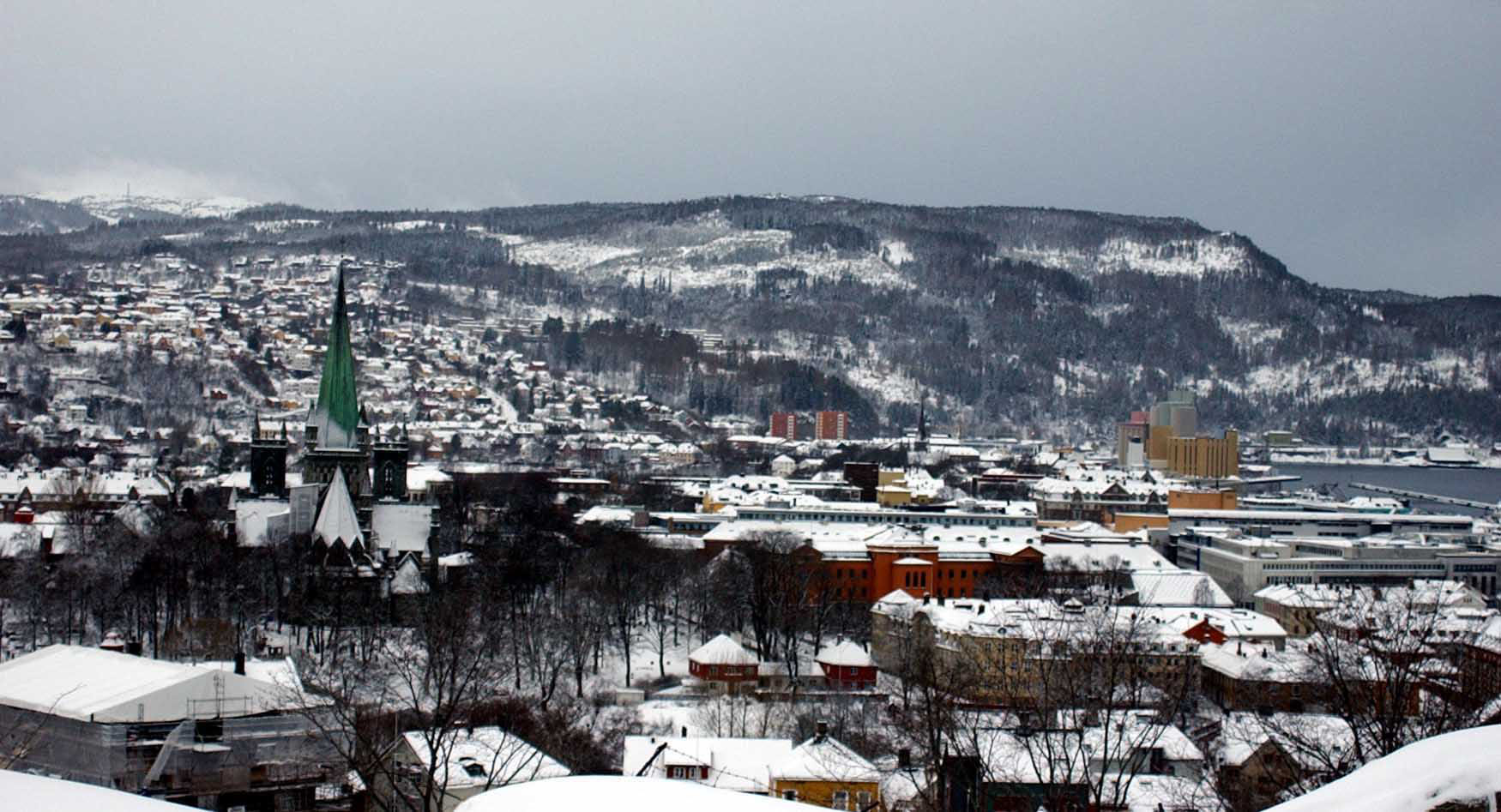
Pohled na Trondheim (únor 2002)

Na východním břehu řeky Nidelvy stojí pevnost Kristiansten ze 17. století. Časně ráno je odtud nejkrásnější pohled na město. Naproti tomu Trøndelag Folke Museum (Trøndelagské národopisné muzeum), které leží na západním konci města, se nejpěkněji vyjímá ve večerním osvětlení. Můžeme si tu prohlédnout 55 dřevěných domů z Trøndelagu, stany Saamů a zbytky starého hradu krále Sverreho.
Pod muzeem, v ohybu Sverdrupsveienu k Byåsvei, je další místo s pěkným výhledem. Třetí možnost, jak si prohlédnout město s výšky, nabízí otáčivá restaurace na 85 metrů vysoké televizní věži na kopci při východní straně města.
Nedaleko silnice E 6, u výjezdu z města na sever, stojí starý panský dvorec Ringve Gård. Uprostřed nově založené botanické zahrady tu stojí Muzeum hudebních nástrojů. Vystavují se tu v historicky chronologickém uspořádání hudební nástroje a demonstruje se také způsob, jakým se na ně hraje, včetně zvukových efektů a ukázek. V létě pořádá komorní soubor Ringve koncerty historických hudebních nástrojů.

## Vzdělání

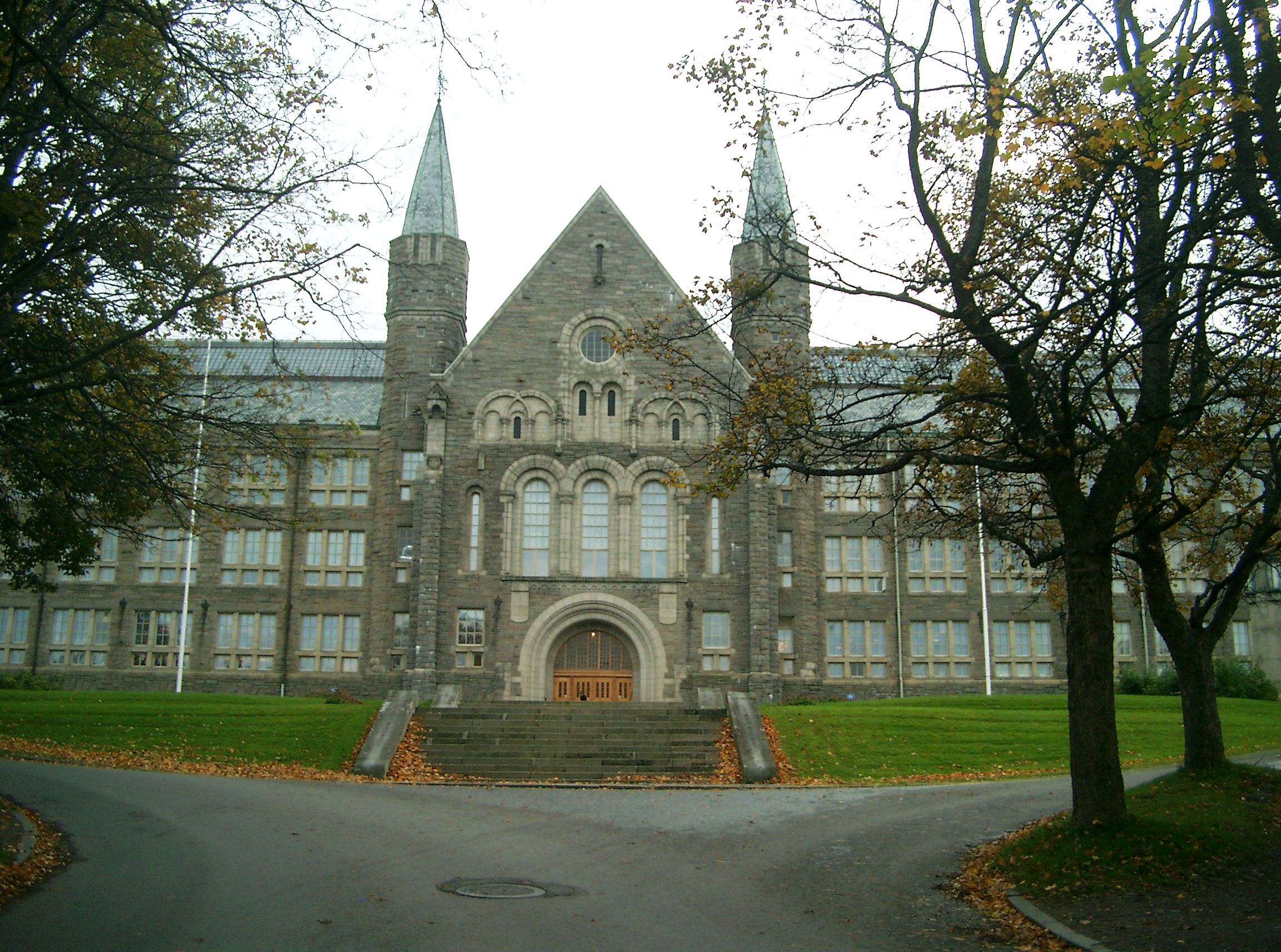
Norská univerzita vědy a technologie

Trondheim se nazývá městem studentů. V průměru každý šestý obyvatel je student. Ve městě se nachází 11 vysokých škol. Trondheim katedralskole („Trondheimská katedrální škola“) byla založena v roce 1152 a je nejstarším gymnáziem v Norsku, zatímco Brundalen videregående skole je se svými 1100 žáky a 275 zaměstnanci největší v celém kraji Sør-Trøndelag.
V Trondheimu také sídlí Norská univerzita vědy a technologie (Norges Teknisk-Naturvitenskapelige Universitet, NTNU), jejíž kampusy v Trondheimu navštěvuje přibližně 37 000 studentů, díky tomu je NTNU největší univerzitou v Norsku na základě počtu studentů (celkem 43 422 i s kampusy Gjøvik a Ålesund). Dalších asi 7000 studentů navštěvuje Vysokou školu Sør-Trøndelag (Høgskolen i Sør-Trøndelag, HiST). Tisíce studentů z celého Norska sem dorazily studovat na NTNU a HiST, což znamená že je současný počet obyvatel města o trochu vyšší než se oficiálně uvádí.
Dále se v Trondheimu nachází regionální nemocnice St. Olav University Hospital (St. Olavs Hospital Universitetssykehuset i Trondheim) a SINTEF - největší nezávislá výzkumná organizace ve Skandinávii s 1800 zaměstnanci.
V Trondheimu existuje 99 základních škol, gymnázium a 3 mezinárodní školy.

## Sport
Ve městě sídlí fotbalový klub Rosenborg BK.

## Různé
Místní noviny Adresseavisen jsou nejstaršími novinami v Norsku a jejich činnost je doložitelná už od roku 1767. Regionální televizní stanice jsou Norsk Rikskringkasting Trøndelag a TVTrøndelag.

## Partnerská města
- Darmstadt, Německo
- Dunfermline, Fife, Velká Británie
- Štýrský Hradec, Rakousko
- Kópavogur, Island
- Östersund, Švédsko
- Norrköping, Švédsko
- Klaksvík, Faerské ostrovy
- Odense, Dánsko
- Petach Tikva, Izrael
- Ramalláh, Palestina
- Split, Chorvatsko
- Tampere, Finsko
- Tiraspol, Moldavsko
- Vallejo, USA
- Keren, Eritrea (partnerství s částí Heimdal)